# Cryptomys hottentotus
Cryptomys hottentotus és una espècie de mamífer rosegador de la família dels batièrgids (rates talp). Viu a Lesotho, Malawi, Moçambic, Sud-àfrica, Eswatini, Tanzània, Zàmbia i Zimbàbue. Es tracta d'un animal de vida subterrània. Els seus hàbitats naturals van des dels herbassars mèsics fins als boscos costaners espessos, passant pels vessants de turons de sòl pedregós. És una espècie en risc mínim, és a dir, no sembla que hi hagi cap amenaça significativa per a la seva supervivència.